# منعكس كوشينغ
منعكس كوشينغ أو كوشينج (بالإنجليزية: Cushing reflex)‏‏ ‏(يُشار إليه أيضًا بـ استجابة رافع التوتر الوعائي أو تأثير كوشينغ أو رد فعل كوشينغ أو ظاهرة كوشينغ أو استجابة كوشينغ أو قانون كوشينغ) هو استجابة الجهاز العصبي الفسيولوجية لزيادة الضغط داخل الجمجمة التي تؤدي إلى ثالوث كوشينغ لزيادة ضغط الدم وعدم انتظام التنفس وبطء القلب، وعادة ما تظهر في المراحل النهائية في شكل إصابات حادة في الرأس وقد تشير إلى فتق وشيك في الدماغ، كما يمكن أيضًا أن يوجد بعد الحقن الوريدي للادرينالين والعقاقير المماثلة، وقد وُصف هذا المنعكس لأول مرة بالتفصيل من قبل جراح الأعصاب الأمريكي هارفي كوشينغ في عام 1901.

## التعريف

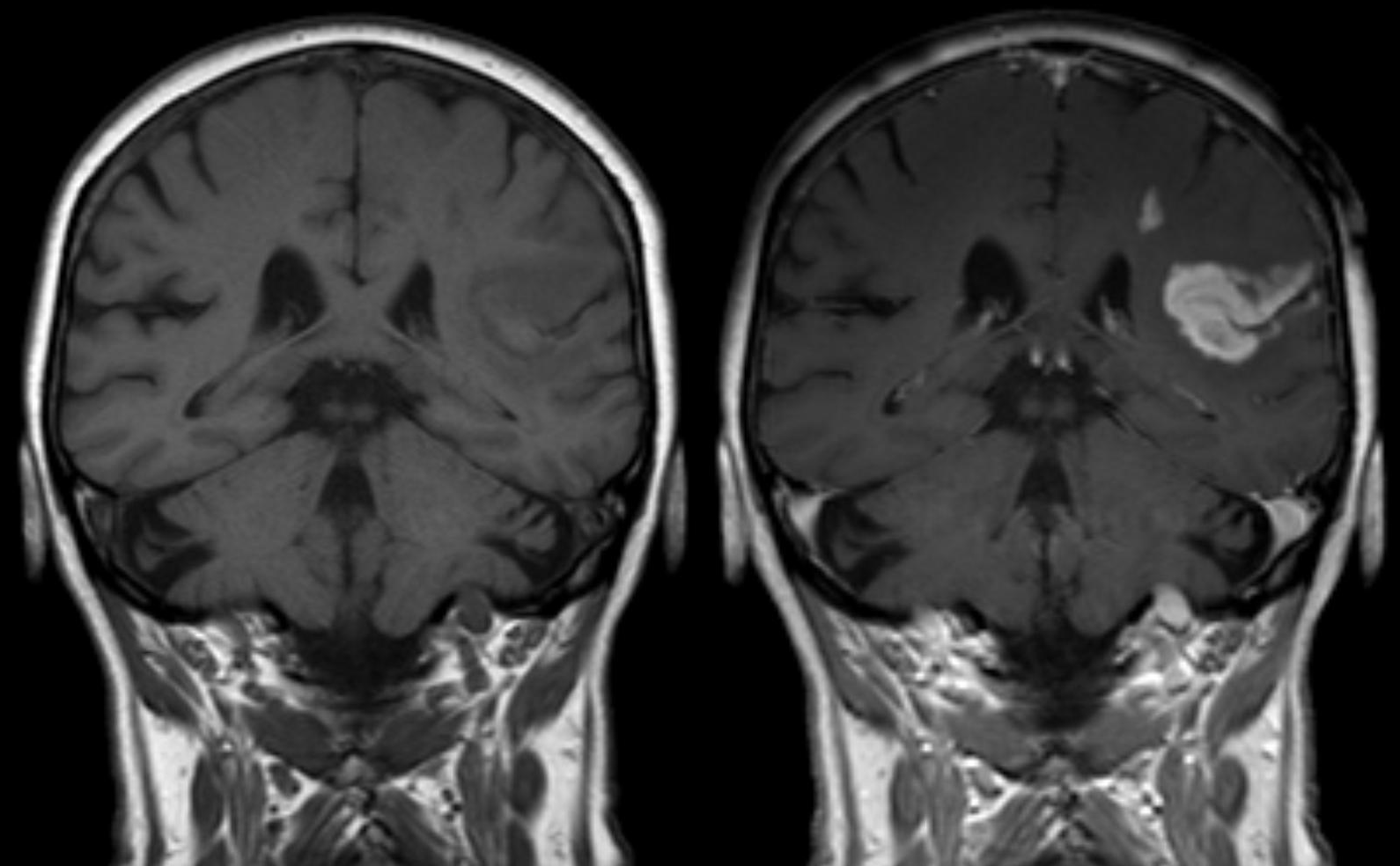
عيب حاجز المخ الدموي بعد السكتة الدماغية الموضحة في صور التصوير بالرنين المغناطيسي في الزمن الأول الموزون. الصورة اليسرى بدون بينما الصورة اليمنى مع إعطاء وسط متباين، مما يُظهر دليلًا على نقص التروية الدماغية.

يظهر منعكس كوشينغ بشكله المعهود كزيادة في الضغط النبضي وانقباض القلب وانخفاض معدل ضربات القلب (بطء القلب) والتنفس غير المنتظم، وهو ينتج عن زيادة الضغط داخل الجمجمة. يمكن أن تشير هذه الأعراض إلى عدم كفاية تدفق الدم إلى الدماغ (نقص التروية الدماغية) بالإضافة إلى ضغط الشرينات.
تتغير دورات الجهاز التنفسي في الانتظام والمعدل كاستجابة لارتفاع الضغط داخل الجمجمة، تشير الأنماط المختلفة إلى مكان مختلف من الدماغ حيث حدثت الإصابة. تكون زيادة الاستنشاق زيادة في المعدل بدلاً من عمق الاستنشاق، لذا فإن منعكس كوشينغ غالبًا ما يرتبط بالتنفس البطيء وغير المنتظم. نتيجة للانتظام المعيب أثناء منعكس كوتشينغ لمعدل ضربات القلب وضغط الدم فإن الاستجابة الفسيولوجية هي انخفاض تدفق الدم في الاجزاء البعيدة والذي يظهر في شكل كموجات ماير، هذه هي ببساطة موجات مرضية تظهر في تتبُّع معدل ضربات القلب (عن طريق الخطوط الشريانية وتخطيط كهربائية القلب (ECG) إلخ)، والتي تعكس انخفاض تدفق الدم داخل الأوعية الدموية، يؤدي هذا التدفق المنخفض في الغالب إلى ارتفاع ضغط الدم على الرغم من انخفاض الحجم في الأوعية الدموية.

## التشخيص المتباين

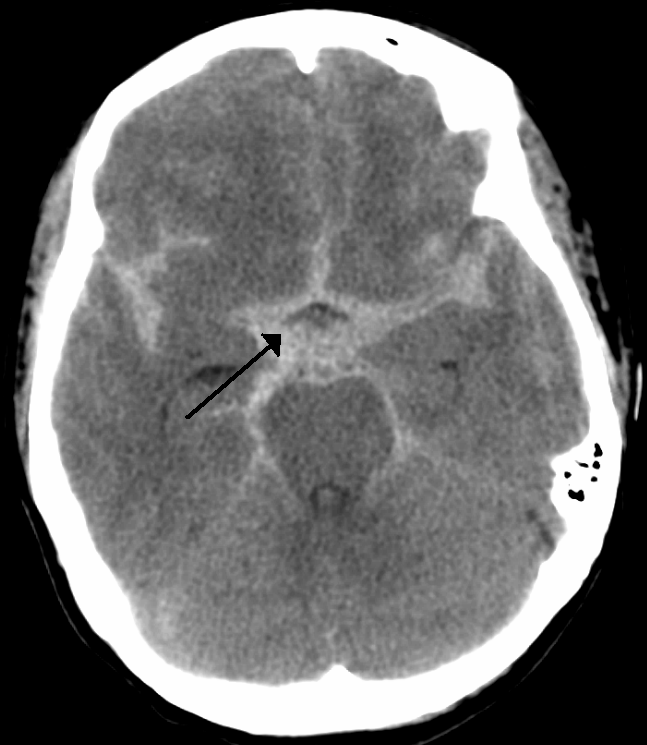
نزف تحت العنكبوتية كما هو موضح في التصوير المقطعي المحوسب. يشار إليه بالسهم. قد يؤدي هذا النوع من الإصابة إلى تلف جذع الدماغ، مما قد يؤدي إلى تفاقم أعراض منعكس كوشينغ أو تفاقمها

كلما حدث منعكس كوشينغ يكون هناك احتمال كبير للوفاة في فترة تتراوح بين ثوان إلى دقائق، ونتيجة لذلك يشير منعكس كوشينغ إلى الحاجة إلى رعاية فورية، ونظرًا لأن وجوده يُعتبر كاشفًا جيدًا لارتفاع الضغط داخل الجمجمة غالبًا ما يكون مفيدًا في المجال الطبي خاصة أثناء الجراحة. أثناء إجراء أي جراحة عصبية للدماغ هناك دائمًا احتمال أن يرتفع الضغط داخل الجمجمة، ويعتبر التعرف المبكر على هذا أمر بالغ الأهمية لتعافي المريض، على الرغم من أن القياس المباشر لـلضغط داخل الجمجمة ممكن إلا أنه ليس دقيقًا دائمًا، في الماضي اعتمد الأطباء والممرضات على تغييرات الدورة الدموية أو بطء القلب -وهي المرحلة المتأخرة من منعكس كوشينغ- لتحديد زيادة الضغط داخل الجمجمة، لكنه يُعد اكتشاف المرحلة الأولية من منعكس كوشينغ (بطء القلب مع ارتفاع ضغط الدم) علامة تحذير أكثر موثوقية وسريعة عن ارتفاع الضغط داخل الجمجمة، وقد وُجِد أن ارتفاع ضغط الدم وبطء القلب يحدث في 93% من الوقت عندما ينخفض ضغط التروية الدماغية إلى أقل من 15 ملم زئبقي بسبب ارتفاع الضغط داخل الجمجمة، ومن المعروف أيضًا أن منعكس كوشينغ ينشأ فقط من الزيادات الحادة الطويلة للضغط داخل الجمجمة، وبالتالي يمكن استخدامه كأداة من قبل الأطباء للتمييز بين الزيادات الحادة والمزمنة للضغط داخل الجمجمة.
كما تم الإبلاغ عن أن وجود منعكس كوشينغ بسبب زيادة الضغط داخل الجمجمة يمكن أن يسمح للمرء أن يستنتج أن نقص التروية الدماغية حدث في حفرة القحف الخلفية. وأخيرًا قد يكون منعكس كوشينغ أحد الطرق العديدة لتحديد ما إذا كان المريض قد رفض عضوًا مزروعًا، فبصرف النظر عن استجابة المناعة الذاتية الفطرية تم الكشف عن نقص التروية في المنطقة القحفية بواسطة عضو مزروع يتم رفضه.وعلى هذا النحو يمكن أن يشير وجود منعكس كوشينغ بسبب زيادة الضغط داخل الجمجمة إلى أن نقص التروية قد يحدث بسبب رفض عضو غريب.
كما افتُرض لأول مرة من قبل هارفي كوشينغ فإن ارتفاع الضغط داخل الجمجمة هو السبب الرئيسي لانعكاس كوشينغ،علاوة على ذلك تسمح الزيادات المعتدلة المستمرة في الضغط القحفي بحدوث منعكس كوشينغ. وفي المقابل لا يسمح ارتفاع الضغط السريع والمثير لآلية المنعكس بالحدوث. يمكن أن ينتج ارتفاع الضغط داخل الجمجمة عن العديد من المسارات التي تؤدي إلى ضعف الدماغ بما في ذلك: نزف تحت العنكبوتية، ونقص التروية، والتهاب السحايا، والصدمات بما في ذلك الارتجاج ونقص الأوكسجين والأورام والسكتة الدماغية، في إحدى الدراسات تم التأكيد على أن ارتفاع الضغط داخل الجمجمة بسبب نزف تحت العنكبوتية يسبب تشويهًا ميكانيكيًا لجذع الدماغ وتحديداً النخاع،، ونظرًا لآلية منعكس كوشينغ فإنه تشويه جذع الدماغ يُتبَع في النهاية بفرط نشاط الجهاز العصبي الودي.بالإضافة إلى ذلك فإنه أثناء العمليات الجراحية العصبية النموذجية على المرضى خاصة أولئك الذين يستخدمون تقنيات التنظير العصبي من المعروف أن الغسيل المتكرر للبطينين يتسبب في ارتفاع الضغط داخل الجمجمة. يمكن أن ينجم منعكس كوشينغ أيضًا عن انخفاض ضغط التروية الدماغية خاصةً أقل من 15 ملم زئبقي.يقع ضغط التروية الدماغية عادة بين 70-90 ملم زئبقي عند الإنسان البالغ و 60-90 ملم زئبقي عند الأطفال.
ترتبط تغيرات موجة الدماغ أيضًا بمنعكس كوشينغ؛ حيث تتميز هذه الموجات بارتفاعات حادة في الضغط داخل الجمجمة، ويصاحبها انخفاض في ضغط التروية الدماغية، وقد وجد أنه في حالة حدوث منعكس كوشينغ يمكن محو تغيرات موجة الدماغ بسبب اختفاء ارتفاع الضغط داخل الجمجمة

## الآلية
إن منعكس كوشينغ معقد ويبدو متناقضًا، يبدأ المنعكس عندما تتسبب بعض الأحداث في زيادة الضغط داخل الجمجمة، وبما أن السائل الدماغي الشوكي يقع في منطقة محاطة بالجمجمة فإن زيادة الضغط داخل الجمجمة تؤدي بالتالي إلى زيادة الضغط في السائل نفسه، يرتفع الضغط في السائل الشوكي الدماغي في النهاية إلى النقطة التي يتساوى فيها ويتجاوز تدريجياً الضغط الشرياني الوسطي، عندما يتجاوز الضغط داخل الجمجمة ضغط الدم الشرياني تُضغط الشرايين الموجودة في الدماغ، يؤدي الضغط بعد ذلك إلى تناقص تدفق الدم إلى الدماغ وهي حالة تعرف باسم نقص التروية الدماغية.
أثناء زيادة الضغط داخل الجمجمة يتم تنشيط كل من الجهاز العصبي الودي والجهاز العصبي اللاودي، في المرحلة الأولى من المنعكس يكون تحفيز الجهاز العصبي الودي أكبر بكثير من التحفيز اللاودي، تنشط الاستجابة المتعاطفة مستقبلات ألفا-1 الأدرينالية مما يتسبب في انقباض شرايين الجسم، يرفع هذا الانقباض المقاومة الكاملة لتدفق الدم ويرفع ضغط الدم إلى مستويات عالية، ارتفاع ضغط الدم الناجم عن الجسم هو محاولة لاستعادة تدفق الدم إلى الدماغ الإقفاري، كما يزيد التحفيز الودي من معدل انقباض القلب والنتاج القلبي. تُعرف زيادة معدل ضربات القلب أيضًا باسم تسرع القلب، ويُعد هذا مع ارتفاع ضغط الدم هو المرحلة الأولى من منعكس كوشينغ.
في هذه الأثناء تكتشف مستقبلات الضغط في قوس الأبهر الزيادة في ضغط الدم وتثير استجابة نظير الودي عبر العصب المبهم، يؤدي هذا إلى بطء القلب أو تباطؤ معدل ضربات القلب ويدل على المرحلة الثانية من المنعكس.قد يكون سبب بطء القلب أيضًا زيادة الضغط داخل الجمجمة بسبب التشوه الميكانيكي المباشر للعصب المبهم والاستجابة اللاودية التالية، علاوة على ذلك، يُعتقد أن هذه الزيادة الانعكاسية في النشاط اللاودي تساهم في تكوين قرح كوشينغ في المعدة بسبب التنشيط غير المنضبط للخلايا الجدارية، يمكن توقع أن يبقى ضغط الدم أعلى من ضغط السائل الشوكي الدماغي المرتفع لمواصلة السماح بتدفق الدم إلى الدماغ، يرتفع الضغط إلى النقطة التي يتغلب فيها على ضغط مقاومة الشريان المضغوط ويسمح بدخول الدم مما يوفر الأكسجين إلى منطقة نقص الأوكسجين في الدماغ، وإذا كانت الزيادة في ضغط الدم غير كافية للتعويض عن الضغط على الشريان يحدث احتشاء.
يمكن أن يؤدي ارتفاع الضغط داخل الجمجمة أو عدم انتظام دقات القلب أو بعض المحفزات الداخلية الأخرى إلى تشويه و / أو زيادة الضغط على جذع الدماغ. نظرًا لأن جذع الدماغ يتحكم في التنفس اللاإرادي، غالبًا ما تؤدي التغيرات في توازنه إلى نمط تنفسي غير منتظم و / أو توقف التنفس.هذه هي المرحلة الثالثة والأخيرة من المنعكس.
دور المستقبلات الكيميائية المركزية في منعكس كوشينغ غير واضح. في معظم استجابات الضغط العادية، تعمل المستقبلات الكيميائية ومستقبلات الضغط معًا لزيادة أو خفض ضغط الدم. في منعكس كوشينغ، من المحتمل أن تشارك المستقبلات الكيميائية المركزية في الكشف عن نقص التروية، مما يساهم في الطفرة المتعاطفة وارتفاع ضغط الدم في المرحلة الأولى من المنعكس، ويعمل في معارضة مستقبلات الضغط، مما يساهم في التنشيط المرتفع المتعاطف واللاودي.

### الوظيفة
يمكن أن يؤدي ارتفاع الضغط داخل الجمجمة في نهاية المطاف إلى تحويل أو سحق أنسجة المخ وهو ما يضر بالسلامة الفسيولوجية للمرضى. ونتيجة لذلك فإن منعكس كوشينغ هو جهد أخير من قبل الجسم للحفاظ على التوازن في الدماغ، ومن المسلم به على نطاق واسع أن منعكس كوشينغ يعمل كمنعكس ضغطي أو آلية متجانسة للحفاظ على ضغط الدم في منطقة الجمجمة.على وجه التحديد يمكن لآلية الانعكاس الحفاظ على تدفق الدم الطبيعي في الدماغ والضغط في المواقف العصيبة مثل نقص التروية أو نزيف تحت العنكبوتية. أظهر تقرير حالة مريض خضع لنزيف عفوي تحت العنكبوتية أن منعكس كوشينغ لعب دورًا في الحفاظ على ضغط التروية الدماغية وتدفق الدم الدماغي، في نهاية المطاف ينخفض الضغط داخل الجمجمة إلى نطاق مستوى حيث لم تعد هناك حاجة إلى حالة ارتفاع ضغط الدم المستحث في شكل منعكس كوشينغ ثم يُثبَّط منعكس كوشينغ، وحوفظ على ضغط التروية الدماغية، وقد ثبت أيضًا أن الزيادة في متوسط الضغط الشرياني بسبب ارتفاع ضغط الدم وهي خاصية المنعكس يمكن أن تسبب عودة ضغط التروية الدماغية الي الطبيعي. هذا التأثير وقائي خاصة أثناء زيادة الضغط داخل الجمجمة مما يخلق انخفاضًا في ضغط التروية الدماغية.

## ثالوث كوشينغ
- ثالوث كوشينغ هو ثالوث سريري يُعرف على أنه يحتوي على:

1. عدم انتظام أو انخفاض في التنفس (بسبب ضعف وظيفة جذع الدماغ)
2. بطء القلب
3. ارتفاع ضغط الدم الانقباضي (اتساع الضغط النبضي)[23]

## التاريخ

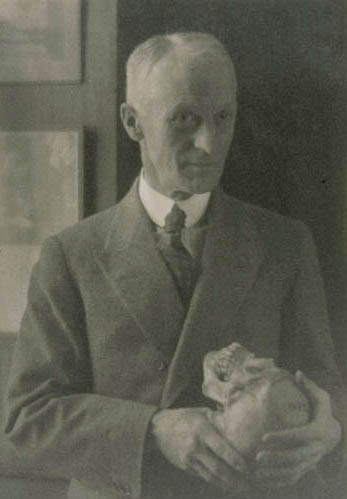
هارفي كوشينغ في عشرينات القرن العشرين.

يُسمى منعكس كوشينغ على اسم هارفي ويليامز كوشينغ (1869–1939) وهو جراح أعصاب أمريكي، بدأ كوشينغ بحثه في برن في سويسرا حيث يدرس في الخارج مع إميل تيودور كوخر، وبعد شهر من رحلته تلقى كوشينغ عرضًا رسميًا من إميل تيودور كوخر لبدء اختبار كيفية تأثير ضغط الدماغ على الأوعية الدموية، قام كوشينغ أيضًا بطلب مساعدة هوغو كرونيكر -باحث معروف في ضغط الدم-، بدأ كوشينغ بحثه بالاستفادة من مساعدة وموارد كروينكر، غادر كوشينغ برن في عام 1901 للعمل في تورينو بإيطاليا مع أنجيلو موسو -طالب سابق لكرونكر-، وقد واصل العمل في نفس المشروع البحثي مع تحسين طرق تسجيل تزامن ضغط الدم والضغط داخل الجمجمة، في يونيو 1901 نشر كوشينغ أول بحث له من خلال نشرة مستشفى جونز هوبكنز بعنوان «بشأن آلية تنظيمية محددة للمركز الحركي الوعائي الذي يتحكم في ضغط الدم أثناء الضغط الدماغي»، بين عامي 1901 و 1903 نشر كوشينغ خمس أوراق تتعلق بأبحاثه حول استجابة جهاز ضغط الدم، نُشرت هذه الأوراق باللغتين الألمانية والإنجليزية، وأخرى من تأليف إميل تيودور كوخر.

### الإعداد التجريبي والنتائج
بدأ كوشينغ في التجربة بمجرد حصوله على موافقة من كوخر، كان إعداده التجريبي نسخة معدلة من نموذج ليونارد هيل لاختبار تأثير ضغط الدماغ على ضغط الجيوب الأنفية وضغط السوائل الدماغية الشريانية وضغط الدم الشرياني والوريدي، وكما فعل هيل استخدم كوشينغ الكلاب لتجاربه، للبدء راقب كوشينغ قطر ولون الأوعية القشرية عن طريق تركيب نافذة زجاجية في جمجمة الكلب، تم رفع الضغط داخل الجمجمة عن طريق ملء كيس مطاطي ناعم داخل الجمجمة بالزئبق، سجل كوشينغ الضغط داخل الجمجمة إلى جانب ضغط الدم ومعدل النبض ومعدل التنفس في وقت واحد، يشار إلى هذا التأثير المكون من ثلاثة أجزاء عادة باسم ثالوث كوشينغ، وفي التجارب اللاحقة التي قام بها موسو تم إحداث الضغط داخل الجمجمة عن طريق حقن محلول ملحي فسيولوجي في الحيز تحت العنكبوتية بدلاً من زيادة محتوى الزئبق في كيس داخل الجمجمة.
أظهر هذا البحث بوضوح علاقة السبب والنتيجة بين الضغط داخل الجمجمة والضغط الدماغي. أشار كوشينغ إلى هذه العلاقة في منشوراته اللاحقة، وأشار أيضًا إلى أنه يجب أن تكون هناك آلية تنظيمية محددة تزيد من ضغط الدم إلى نقطة عالية بما يكفي بحيث لا تخلق حالات فقر الدم، تحتوي منشورات كوشينغ على ملاحظاته ولا يوجد تحليل إحصائي، كما أن حجم عينة التجربة غير معروف.

#### باحثون آخرون
أجربت العديد من الشخصيات البارزة في المجال الطبي -بما في ذلك إرنست فون بيرغمان هنري ديويت هاميلتون وفريدريك جولي وآخرون- الضغط داخل الجمجمة على غرار كوشينغ، نشر بعض هؤلاء الباحثين نتائج مماثلة فيما يتعلق بعلاقة الضغط داخل الجمجمة بضغط الدم الشرياني قبل أن يبدأ كوشينغ في التجربة، لكن كوشينج درس هذه العلاقة بعناية أكبر وقدم شرحًا محسنًا للعلاقة.
هناك بعض الجدل يشير إلى انتحال الملكية الأدبية ببعض أبحاث كوشينغ، فقد أدلى برنهارد ناونين -عالم الأمراض الألماني والمعاصر لكوشينغ- بتصريحات زعم فيها أن كوشينغ لم يذكره في بحث كوشينغ ولم يتوسع في أي من النتائج التي وجدها في تجاربه الأصلية.

## اتجاهات البحث
على الرغم من إحراز الكثير من التقدم منذ عام 1901 عندما قام هارفي كوشينغ بزيادة المعرفة لأول مرة بما يعرف الآن بمنعكس كوشينغ إلا أنه لا يزال هناك العديد من جوانب البحث التي لا يزال يتعين رؤيتها، فلا يزال الإمراض الدقيق للمرض غير محدد،جاءت احتمالية أن الضغط داخل الجمجمة قد لا يكون السبب الوحيد لانعكاس كوشينغ بحد ذاته من حدوث استجابة ضغط دم كوشينغ التي تحدث قبل زيادة الضغط داخل الجمجمة، وقد لاحظت بعض الأبحاث أعراض منعكس كوشينغ دون زيادة المعتادة في الضغط داخل الجمجمة وفقر الدم النخاعي مما يشير إلى أسباب أخرى لا تزال تتطلب البحث، كما يمكن أن يكون تشوه جذع الدماغ المحوري هو السبب في منعكس كوشينغ.
كما أن طبيعة المستقبلات التي تتوسط استجابة كوشينغ غير معروفة، فتقترح بعض الأبحاث وجود مستقبلات الضغط داخل الجمجمة لتحفيز منعكس مستقبلات الضغط الخاصة بكوشينغ. أظهرت التجارب التي أجراها شميت وزملاؤه الباحثون أن منعكس كوشينغ موجه بواسطة الجهاز العصبي الذاتي، حيث أن تغيره الفسيولوجي له علاقة بتوازن الجهاز العصبي الودي والجهاز العصبي اللاودي. ومع ذلك فإنه لم يتم بعد تحديد العلاقة المحددة بين استجابة الجهاز العصبي الذاتي ورد فعل كوشينغ وأعراضه.
حُدِّد أن معدل التنفس يتأثر بمنعكس كوشينغ على الرغم من أن التغييرات التنفسية المستحثة لا تزال منطقة تحتاج إلى مزيد من البحث، أفاد بعض الباحثين بانقطاع التنفس بينما أفاد آخرون بارتفاع معدلات التنفس، وقد وجد باحثون آخرون أن الزيادات في معدل التنفس تتبع انخفاض الضغط داخل الجمجمة، بينما يقول آخرون أنه استجابة لزيادة الضغط داخل الجمجمة. يجب على المرء أيضًا أن يأخذ في الاعتبار استخدام التخدير في التجارب المبكرة، أُجريَ البحث في البداية على الحيوانات أو المرضى تحت التخدير، وقد أدى التخدير المستخدم في التجارب إلى انخفاض الجهاز التنفسي مما قد يكون له تأثير على النتائج، وضعت التجارب المبكرة أيضًا الشخصيات الحيوانية تحت التهوية الاصطناعية مما يسمح فقط باستنتاجات محدودة حول التنفس في منعكس كوشينغ.يقترح استخدام التخدير أفكارًا للبحث في المستقبل حيث كان من الصعب إنشاء استجابة كوشينغ في ظل الظروف القاعدية أو بدون تخدير.
وقد اقترح بعض الباحثين أيضًا تأثيرًا طويل المدى لمنعكس كوشينغ، لكن حتى الآن لم يتم ملاحظته إلا كاستجابة حادة فورية، ولكن كانت هناك بعض الأدلة التي تشير إلى أن آثاره يمكن أن تطول مثل ارتفاع ضغط الدم على المدى الطويل، ومن الممكن أيضًا زيادة حساسية أنظمة الاستجابة العصبية التي تؤدي إلى ارتفاع ضغط الدم الشرياني ولكن لم يتم فحصها.
على الرغم من أن منعكس كوشينغ تم تحديده في المقام الأول على أنه استجابة فسيولوجية عندما توقف تدفق الدم تقريبًا إلا أن نشاطه لوحظ أيضًا في حياة الجنين، لم يتم التحقيق في هذا النشاط بدقة لذا هناك حاجة لمزيد من البحث في هذا المجال.
لم يتم بعد اكتشاف الآليات الأساسية للانعكاس على المستوى الخلوي، ومن المحتمل أن تكون المجال التالي للبحث إذا اختار العلماء أو الأطباء القيام بذلك.